# Sahara (casa discografica)
La Dischi Sahara è una casa discografica italiana, fondata nel 1957.

## Storia
La Dischi Sahara S.r.l. venne fondata a Milano nel 1957 e cessò le attività nella prima metà degli anni '60; la sede era in Galleria del Corso 4.
Per la distribuzione l'etichetta si appoggiava alla Ri-Fi di Giovan Battista Ansoldi.
Tra gli artisti più noti della casa discografica ricordiamo il complesso napoletano dei Campanino, il chitarrista Cosimo Di Ceglie, la Rheno Jazz Gang (gruppo che ha alla voce Andrea Mingardi, che debutta da solista proprio con questa etichetta, ed al clarinetto il futuro regista Pupi Avati) e I Mattatori, uno dei primi gruppi in cui suonò Lucio Battisti.

## Dischi
La datazione qui riportata si basa sull'etichetta del disco o sulla copertina; qualora nessuno di questi elementi abbia una datazione, è basata sulla numerazione del catalogo; talora è, infine, basata sul codice della matrice di stampa. Se esistenti, sono riportati, oltre all'anno, il mese e il giorno (quest'ultimo dato si trova, a volte, stampato sul vinile).

### 45 giri
| Numero di catalogo | Anno           | Interprete                                         | Titoli                                          |
| ------------------ | -------------- | -------------------------------------------------- | ----------------------------------------------- |
| SAH 9001           | 1961           | Campanino                                          | Luna lunera/Munastero 'e santa chiara           |
| SAH 9002           | 1961           | Campanino                                          | Sera serena/Solo per un'estate                  |
| SAH 9004           | 29 agosto 1961 | Don Jaime de Mora y Aragón                         | Il giudizio universale/Sotto 'e stelle 'e Capri |
| SAH 9012           | 1961           | Serie Antoniano: Vittorio Dognini/Giorgio Ziglioli | Le stelle/Girotondo col mio mondo               |
| SAH 9014           | 1962           | Campanino                                          | Perfidia/Que dirà la gente                      |
| SAH 9015           | 1962           | Cosimo Di Ceglie                                   | L'ultimo flamenco/L'inno goliardico             |
| SAH 9016           | 1962           | Andrea Mingardi                                    | Lentement dans la nuit/Si je pouvais            |
| SAH 9017           | 1962           | Andrea Mingardi                                    | Icnusa/Laconia                                  |
| SAH 9018           | 1962           | Rheno Jazz Gang                                    | Ballata di una tromba/No girl for me tonight    |
| SAH 9026           | 1962           | Henghel Gualdi                                     | Una notte vicino al mare/Abc cha cha cha        |